# Disponentvillan, Hällabrottet

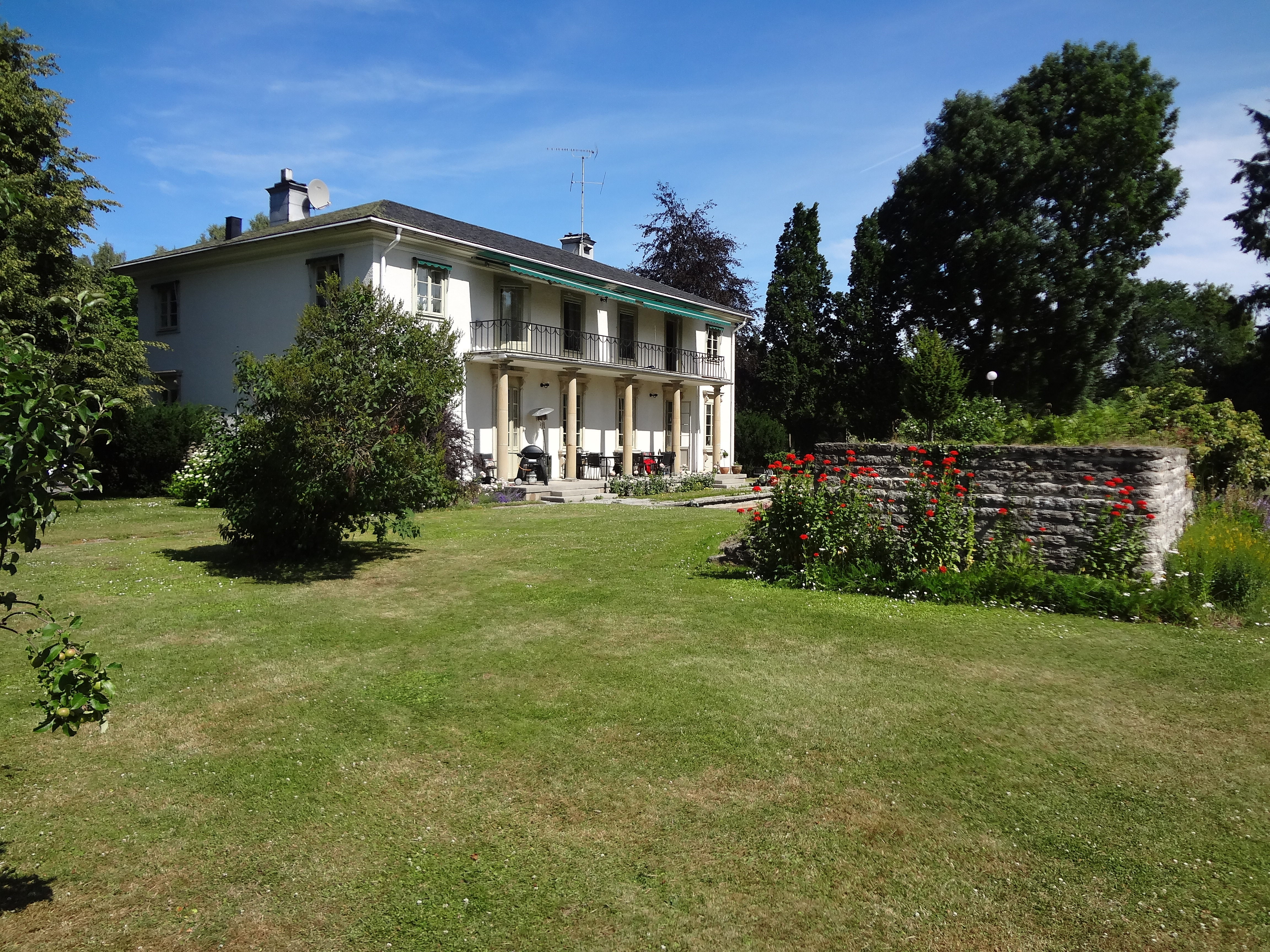
Fasad mot trädgården

Disponentvillan i Hällabrottet, Kumla kommun, uppfördes 1931-32 för Yxhultsbolagets direktör Erik Carlén efter ritningar av arkitekt Ragnar Östberg. I konstruktionen använde man bland annat det nya materialet lättbetong (Ytong) som Yxhyltsbolaget hade introducerat 1929 och som var den första satsningen i världen på ånghärdad gasbetong.
Villan är byggd av lokala material från trakten i form av blå lättbetong, yxhultkalksten, lingulidsandsten och marmor. Interiört finns bland annat ett entrégolv i marmor med olika bibliska motiv med en esperantostjärna direkt innanför huvudentrén. I sällskapsrummet på bottenvåningen finns religiösa målningar. Disponentvillan är bedömd av Riksantikvarieämbetet att ha ett högt kulturhistoriskt värde.

## Bildgalleri

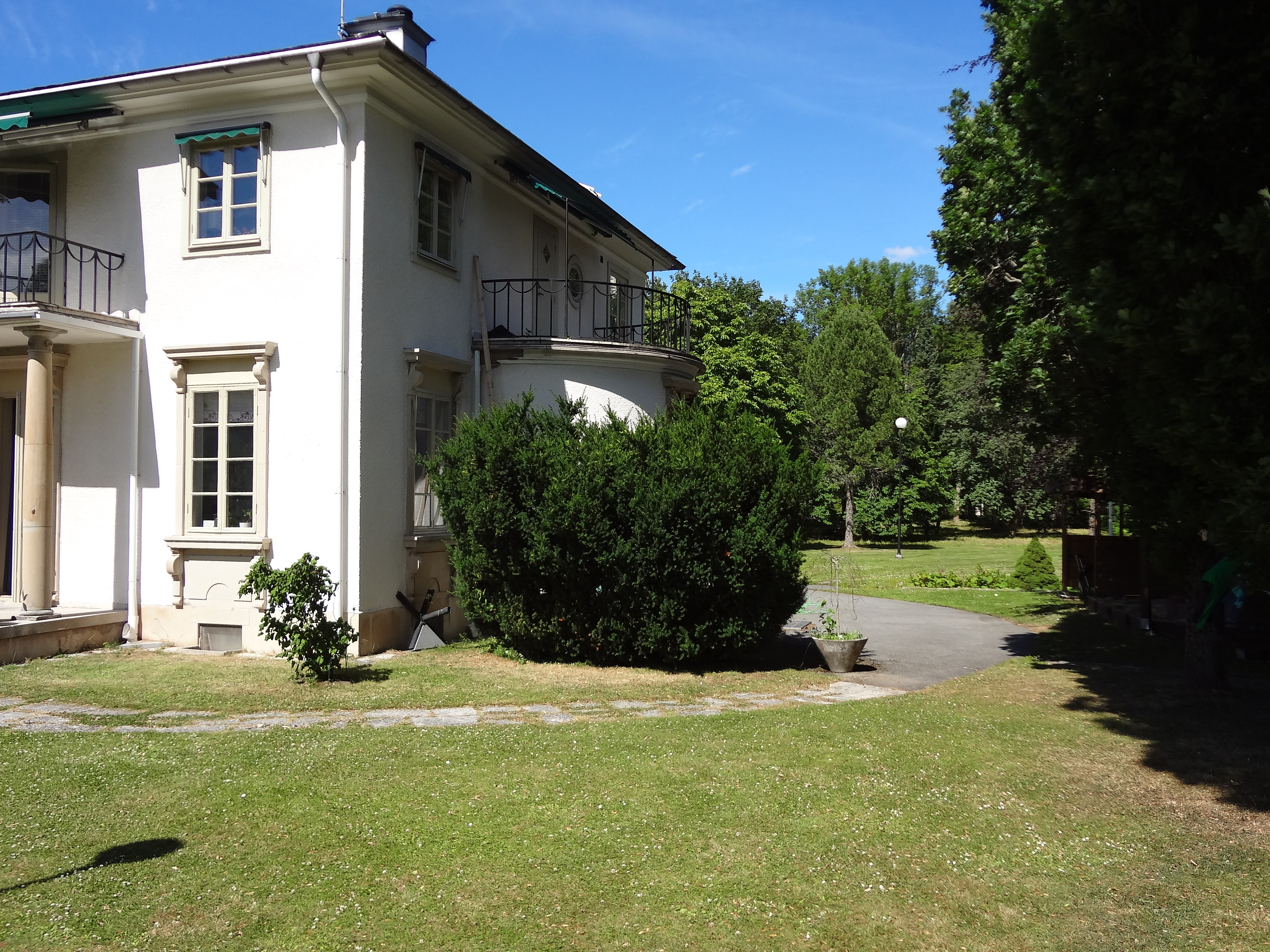
Sidoutbyggnad östra gaveln
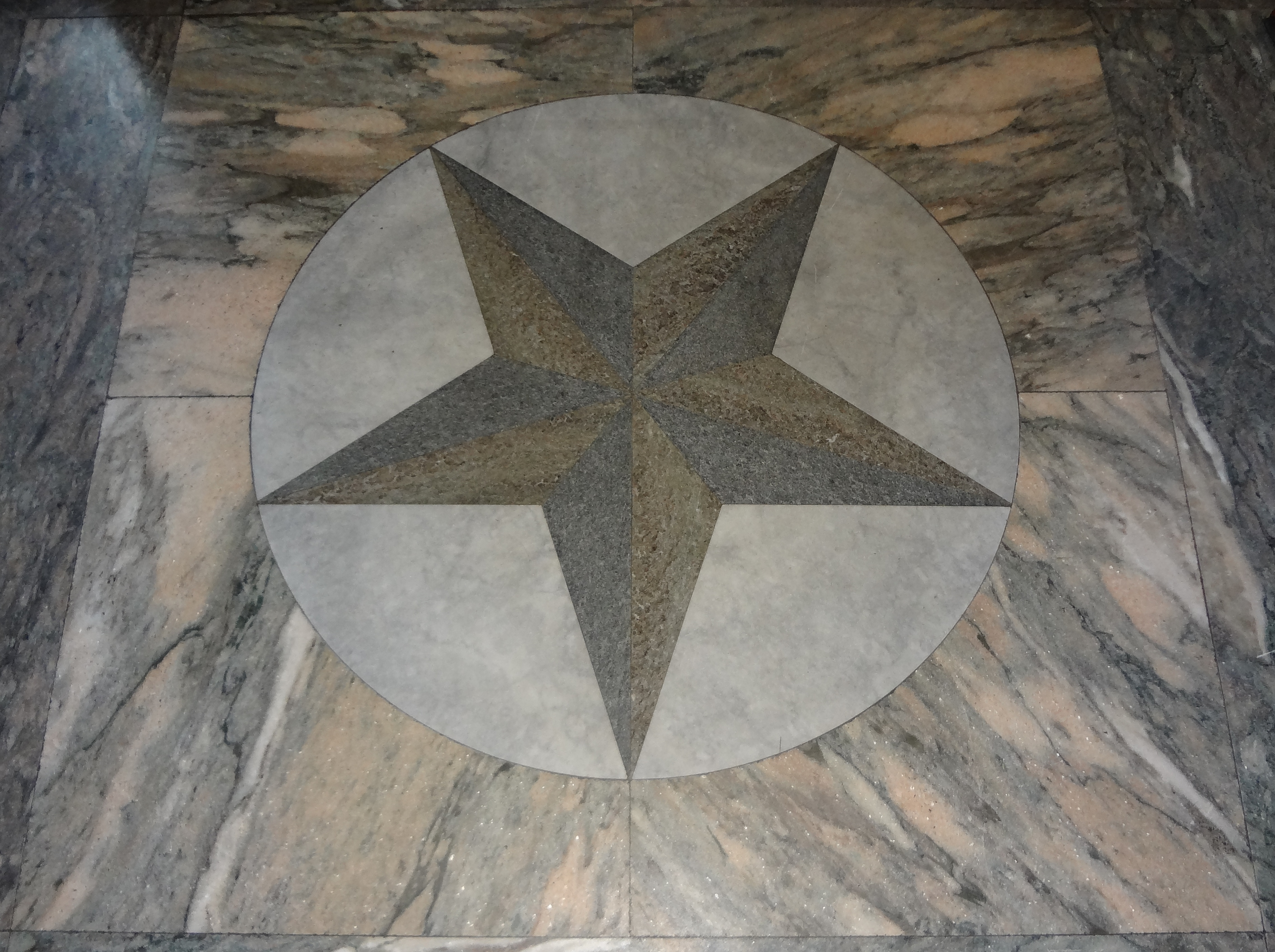
Esperantostjärna i entrén
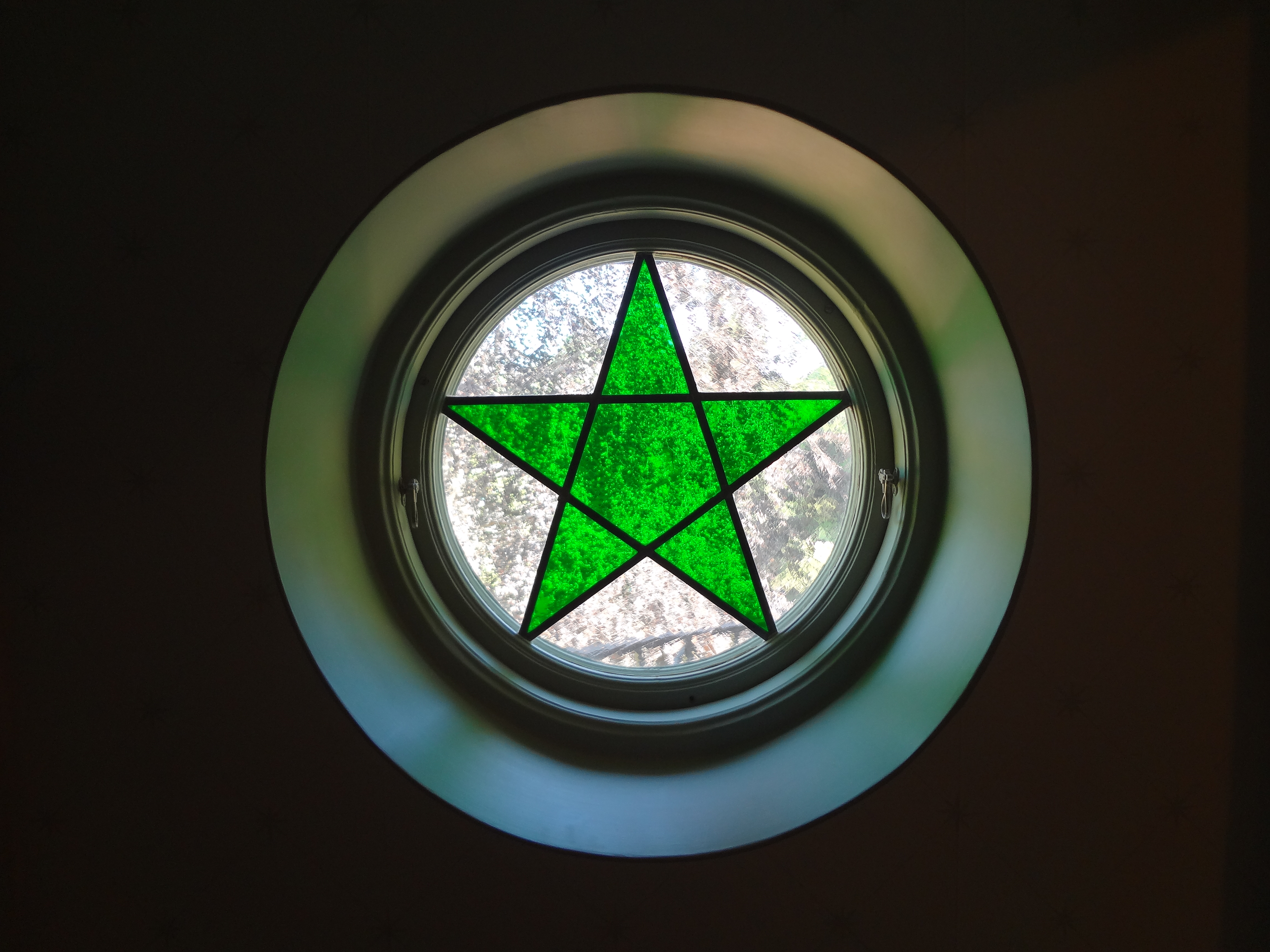
Stjärna andra våningen